# زوتی اس‌آر۹
زوتی اس‌آر۹ (به انگلیسی: Zotye SR9) یک کراس‌اوور اندازه متوسط است که توسط زوتی آتو برای بازار چین تولید شده‌است. این خودرو در نوامبر ۲۰۱۶ معرفی شد. قیمت اس‌آر۹ از ۱۰۹٫۸۰۰ تا ۱۶۲٫۸۰۰ یوان متغیر است. اس‌آر۹ نیز از نظر ظاهری یک خودروی بحث‌برانگیز است، زیرا شباهت زیادی به پورشه ماکان دارد. زوتی اس‌آر۹ دومین محصول از کراس‌اوورهای سری اس زوتی پس‌ از اس‌آر۷ است.

## زوتی اس‌آر۹ (هیبریدی)
زوتی اس‌آر۹ (هیبریدی) نسخه الکتریکی زوتی اس‌آر۹ است. این خودروی هیبریدی که در اوت ۲۰۱۷ در نمایشگاه خودروی چنگدو ۲۰۱۷ معرفی شد، ترکیبی از موتور اصلی ۱۹۰ اسب بخاری ۲٫۰ لیتری توربو با یک موتور الکتریکی با برد الکتریکی ۸۰ کیلومتر است.

## نگارخانه

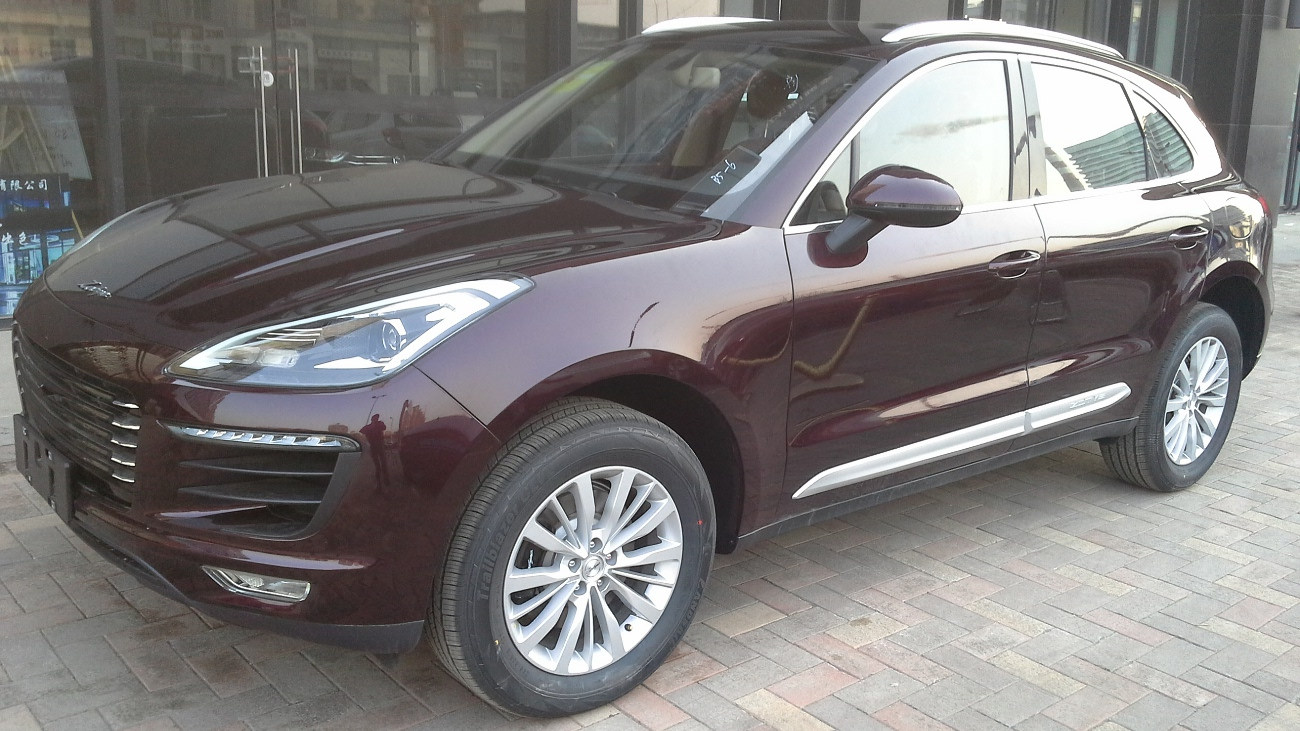
زوتی اس‌آر۹ (جلو)
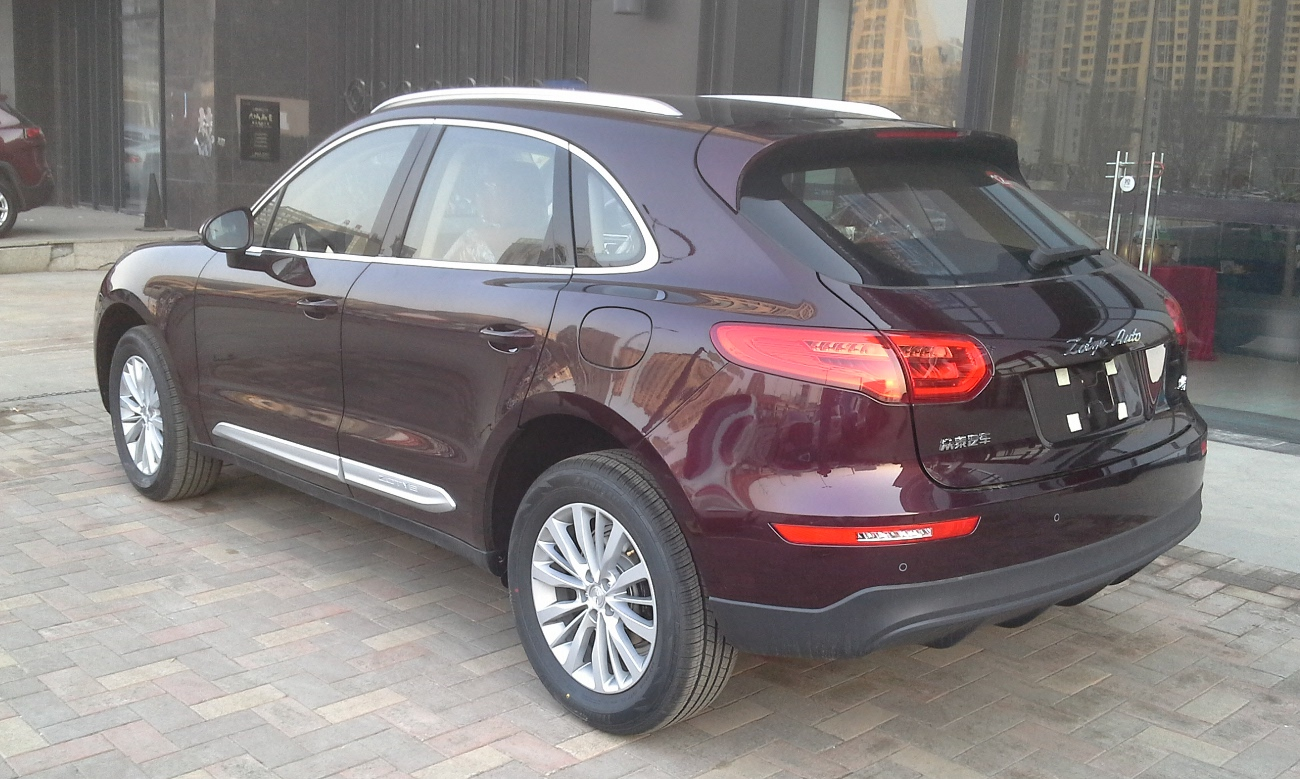
زوتی اس‌آر۹ (عقب)